# Воздушные налёты на Ханькоу
Воздушные налёты на Ханькоу (кит. 漢口空襲 (1939年10月)) — военно-воздушные операции, проводившиеся советскими экипажами самолётов ДБ-3 против японского аэродрома в Ханькоу в октябре 1939 года во время японо-китайской войны (1937—1945).
В Ханькоу располагался тыловой японский аэродром морской авиации («база W»), на котором находилась новая авиационная техника. 
С 1939 года в Китай начали поставляться дальние бомбардировщики ДБ-3. В июле 24 самолёта ДБ-3 вместе с советским персоналом прибыли на место постоянного базирования в Чэнду. Первой группой из 12 ДБ-3 командовал капитан Г.А.Кулишенко, второй — Н.А.Козлов (12 ДБ-3). В состав последней группы были включены опытные экипажи из воронежской 11-й авиабригады.
Точное расположение объектов на вражеском аэродроме было неизвестно, система ПВО — тоже. Вылет решено было производить днём с доразведкой на месте, рассчитывая на внезапность и большую высоту. 
3 октября 1939 года 9 ДБ-3 в режиме радиомолчания подошли к выбранной цели на высоте 8700 метров. На японском аэродроме не было никакой маскировки, самолёты стояли в четыре ряда крылом к крылу. Зенитки не доставали ДБ-3. Отбомбились ФАБ-100. Результатом бомбардировки стали 64 уничтоженных и поврежденных самолета (50 – по японским данным). Пожар бензохранилища продолжался более трёх часов. Японцы потеряли 130 человек убитыми и 300 ранеными (среди последних контр-адмирал Цукахара, командующий японской авиационной флотилией). Единственный взлетевший истребитель (в его кабине находился будущий известный ас Сабуро Сакаи) не смог догнать бомбардировщики, возвращавшиеся на свою базу.
Подготовку к очередному вылету не смогли скрыть. Во втором налёте, 14 октября, ударная группа из 12 ДБ-3 была атакована на большой высоте, едва успев отбомбиться. Потери противника на земле составили 36 самолетов (японская сторона признала значительно больше: около 40 морских и 20 армейских машин). В ходе боя с японскими истребителями были повреждены 3 ДБ-3 (командир группы капитан Г.А.Кулишенко от полученных ран позднее скончался).